# Атаулин, Рамиль Вагизович
Рамиль Вагизович Атаулин — (12 июля 1971 — 15 мая 1994) советский и узбекистанский борец вольного стиля, призёр чемпионата мира.

## Спортивная карьера
В июле 1990 года в Абакане стал серебряным призёром Первого международного турнира на призы Ивана Ярыгина. В июне 1992 года в Москве на единственном чемпионате СНГ завоевал бронзовую медаль. В августе 1993 года на чемпионате мира в Торонто стал бронзовым призёром.

## Спортивные результаты
- Чемпионат СНГ по вольной борьбе 1992 — ;
- Чемпионат мира по борьбе 1993 — ;